# Saussurea davurica
Saussurea davurica là một loài thực vật có hoa trong họ Cúc. Loài này được Adams miêu tả khoa học đầu tiên năm 1834.